# ریشه‌زیست

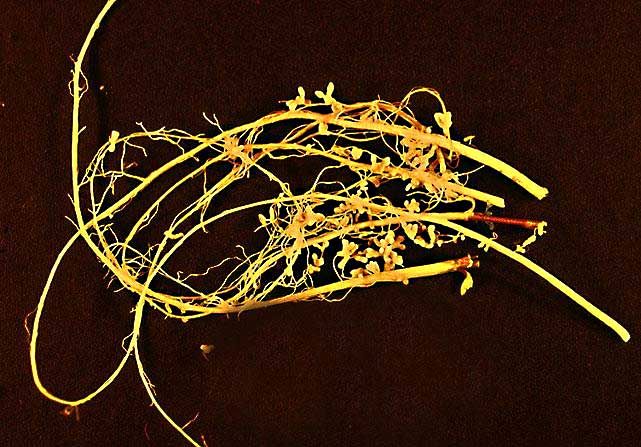
گره‌های ریشه که هر کدام دارای میلیاردها باکتری Rhizobiaceae هستند.

ریشه‌زیست‌ها یا ریزوبیاها باکتری‌های دیازوتروف هستند که پس از استقرار در داخل گره‌های ریشه حبوبات (Fabaceae)، نیتروژن را تثبیت می‌کنند. برای بیان ژن‌های تثبیت نیتروژن، ریزوبیاها به میزبان گیاهی نیاز دارند. آنها نمی‌توانند به‌طور مستقل نیتروژن را ثابت کنند. به‌طور کلی، آنها میله‌های گرم منفی، متحرک و بدون هاگ هستند.

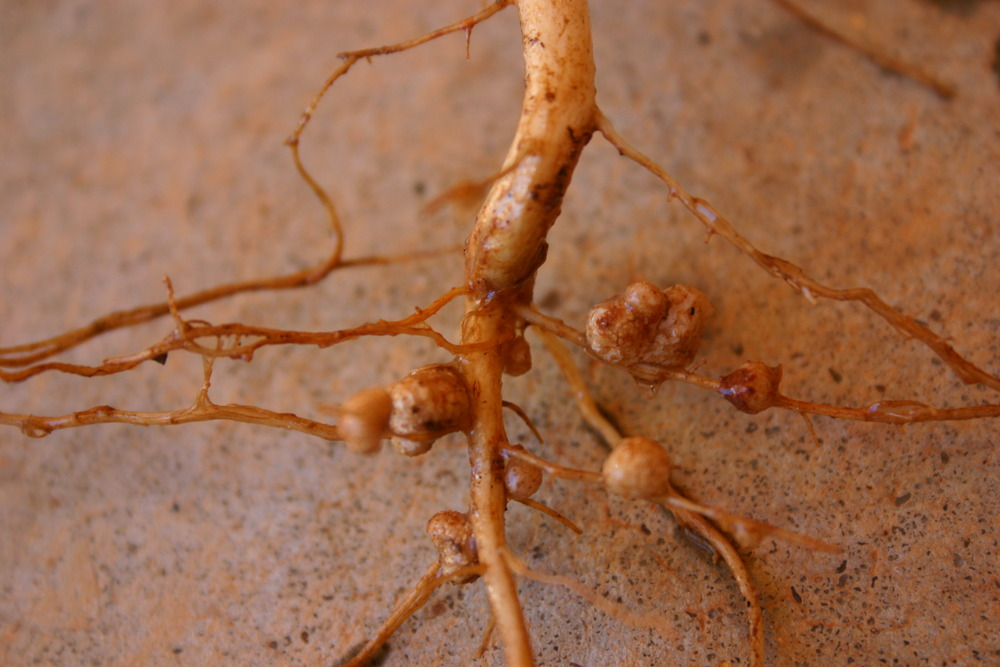
گره‌های ریشه‌زیست روی Vigna unguiculata

ریشه‌زیست‌ها «گروهی از باکتری‌های خاک هستند که ریشه حبوبات را آلوده می‌کنند و گره‌های ریشه را تشکیل می‌دهند». ریشه‌زیست‌ها در خاک یافت می‌شوند و پس از عفونت، گره‌هایی در حبوبات تولید می‌کنند که در آنجا گاز نیتروژن (N 2) را از جو تثبیت می‌کنند و آن را به شکل مفیدتری از نیتروژن تبدیل می‌کنند. از اینجا، نیتروژن از گره‌ها صادر می‌شود و برای رشد در حبوبات استفاده می‌شود. هنگامی که حبوبات می‌میرند، گره شکسته می‌شود و ریزوبیاها دوباره به خاک بازمی‌گردند، جایی که می‌توانند به صورت جداگانه زندگی کنند یا میزبان حبوبات جدید را دوباره آغشته کنند.

## تاریخچه
نخستین گونه شناخته‌شده ریشه‌زیست، Rhizobium leguminosarum، در سال ۱۸۸۹ شناسایی شد و همه گونه‌های بعدی در ابتدا در جنس Rhizobium قرار گرفتند. بیشتر پژوهش‌ها روی حبوبات زراعی و علوفه ای مانند شبدر، یونجه، لوبیا، نخود و سویا انجام شده است. پژوهش‌های بیشتری روی حبوبات آمریکای شمالی در حال انجام است.